# Insurrezione (EP)
Insurrezione è un EP split fra i gruppi Hardcore punk Affluente e Contrasto, pubblicato nel 2008.

## Tracce
1. Affluente - Antecedenti alla coda lunga
2. Affluente - Vita degli uomini infami
3. Affluente - Decrescita
4. Affluente - 10 crimini al giorno
5. Contrasto - Dove stiamo sbagliando
6. Contrasto - Nessuna riforma
7. Contrasto - Scelta politica
8. Contrasto - Tutto grigio